# Thanasis Valtinos
Thanasis Valtinos (griechisch Θανάσης Βαλτινός Thanásis Valtinós, * 16. Dezember 1932 in Karatoula, Kynouria, Griechenland; † 30. Oktober 2024 in Athen) war ein griechischer Erzähler, Romancier, Drehbuchautor und Übersetzer.

## Leben und Werk
Valtinós studierte an der Athener Filmakademie und schrieb Drehbücher (u. a. für Theo Angelopoulos) und Erzählungen. Mit seinen knappen, äußerst verdichteten Texten hat er griechische Literaturgeschichte geschrieben. Sein Werk umfasst traditionell erzählte Novellen, Textcollagen sowie einen literarisch bearbeiteten, autobiografischen Bericht eines Zeitzeugen der Balkankriege und der Auswanderungswelle zu Beginn des zwanzigsten Jahrhunderts. Für sein Drehbuch zu dem Film Reise nach Kythera erhielt er 1984 in Cannes den Preis für das Best Original Screenplay, 1990 für den Roman Daten über die sechziger Jahre den Griechischen Staatspreis. Im Jahr 2012 wurde ihm der Große Literaturpreis Griechenlands verliehen.
Zudem übertrug er antike Tragödien von Euripides und Aischylos aus dem Alt- ins Neugriechische.

## Werke
- Accoutumance à la nicotine, Le Bouscat 2008, Finitude
- Data from the Decade of the Sixties, Evanston 2000, Northwestern UP
- Deep Blue Almost Black, Evanston 1997, Northwestern UP
- Orthokosta, Athen 1994, Ekdoseis Agra
- Plumes de bécasse, Arles 1994, Actes Sud
- In Gips, in: Danae Coulmas (Hrsg.), Die Exekution des Mythos … fand am frühen Morgen statt, Köln 1984, Romiosini
- Die Legende des Andreas Kordopatis, Köln 1982, Romiosini
- Der Marsch der Neun, Berlin 1976, LCB-Editionen